# Prochilodus rubrotaeniatus
Prochilodus rubrotaeniatus es una especie de pez de la familia Prochilodontidae en el orden de los Characiformes.

## Morfología
Los machos pueden llegar alcanzar los 32 cm de longitud total.

## Hábitat
Es un pez de agua dulce y de  clima tropical.

## Distribución geográfica
Se encuentran en Sudamérica:  cuencas de los ríos  Branco y  Marauió en Brasil, del río Caroní  en Venezuela y, también, ríos costeros de las Guayanas.